# 金龍隧道 (臺灣)

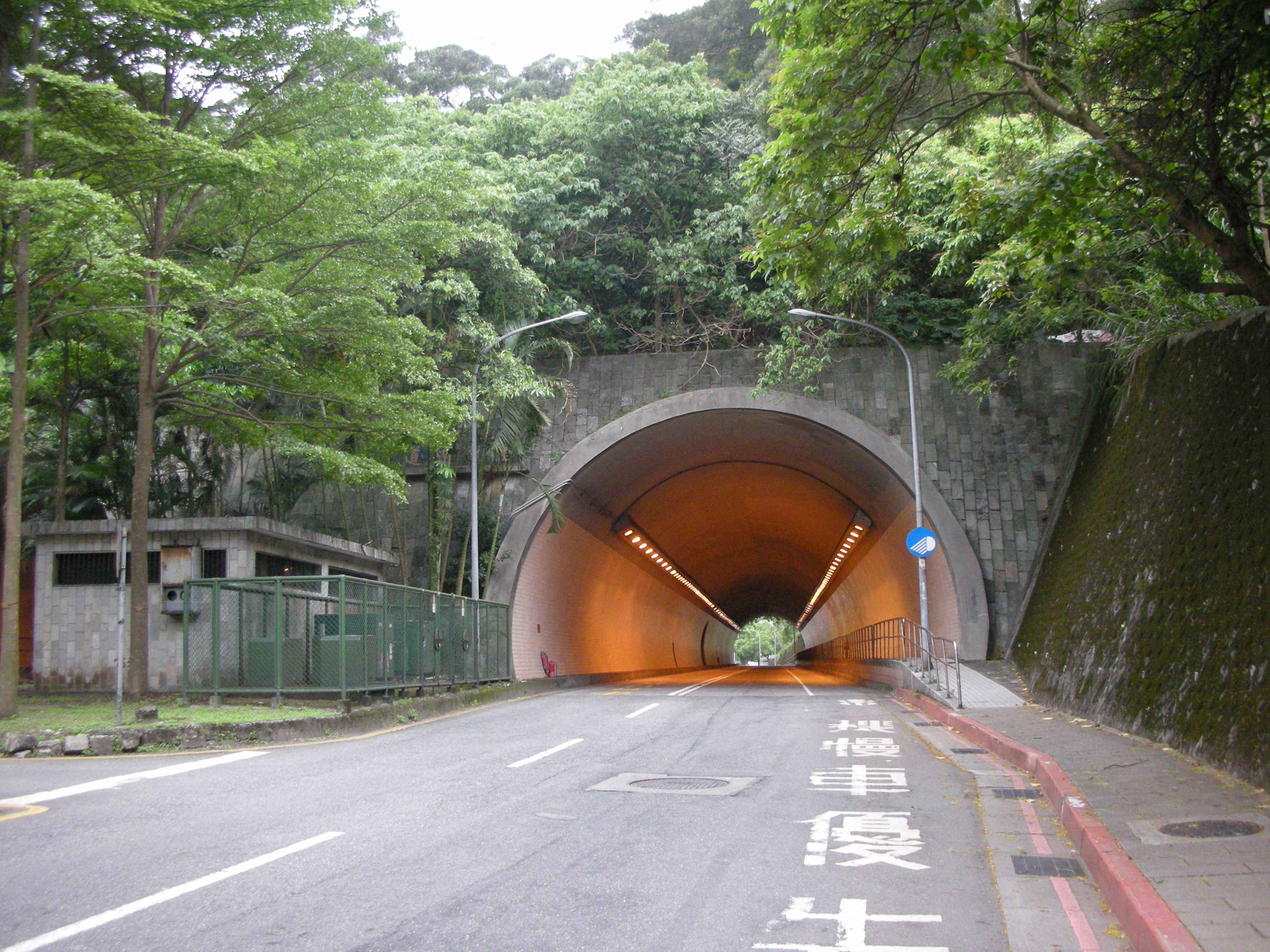
金龍隧道東北端入口

金龍隧道（英語：JinLong Tunnel），又稱金龍路隧道、內湖九號（路）隧道，位於台北市內湖區環山路三段與金龍路間的一座公路隧道。由亞新工程顧問公司設計，前期由福清營造公司施工，後期由台北市新建工程處施工。1989年6月1日動工，1992年9月3日竣工。原定於1992年9月15日通車，但由於當地居民早等不及，在9月10日突破圍籬搶先通行。另一方面，新工處顧及中秋節連續假期，為方便市民前往郊區賞月，遂決定提前開放通車。全長173公尺，寬11公尺（含車道9公尺）。高7.63公尺。

## 基本資料
- 隧道設計：雙孔雙向隧道，採新奧工法。
- 標線規劃：各設一快車道、一混合車道、一機慢車專用道。
- 橫坑：1座
- 最高速限：50Km/h
- 行人專用道：各設立於雙孔隧道外側。